# Aeropuerto General Justo José de Urquiza
El Aeropuerto General Justo José de Urquiza (IATA: PRA; OACI: SAAP) se encuentra en Paraná, provincia de Entre Ríos, Argentina. Es sede de la II Brigada Aérea de la Fuerza Aérea Argentina.
Lleva el nombre del vencedor de la batalla de Caseros y presidente de la Nación Argentina entre 1854 a 1860
Actualmente su ILS (Instrumental Landing System) se encuentra fuera de servicio.
- Aeropuerto de Paraná Calle Salvador Caputto S/N. Informes: (0054) (0343) 426-1672 /1679[2]

## Destinos
| Destinos regulares | Nombre del aeropuerto    | Aerolíneas            | Avión   | Frecuencias semanales |
| ------------------ | ------------------------ | --------------------- | ------- | --------------------- |
| Argentina          |                          |                       |         |                       |
| Buenos Aires       | Aeroparque Jorge Newbery | Aerolíneas Argentinas | E-190AR | 11                    |

## Estadísticas
| Ranking | Ciudad                               | Pasajeros (2017) | Pasajeros (2018) | Pasajeros (2019) | Variación | Aerolíneas                                   |
| ------- | ------------------------------------ | ---------------- | ---------------- | ---------------- | --------- | -------------------------------------------- |
| 1       | Buenos Aires (Aeroparque), Argentina | 99.410           | 73.198           | 58.562           | -20       | Aerolíneas Argentinas, Austral Líneas Aéreas |

## Aerolíneas y destinos que cesaron operaciones
- Austral Líneas Aéreas (Aeroparque)
- LADE (Aeroparque)
- LAER (Aeroparque, Concordia, Goya, Gualeguaychú, Necochea, Paso de los Libres, Reconquista)